# اردجین
اردجین، روستایی از توابع بخش مرکزی شهرستان خرمدره در استان زنجان، ایران است. این روستا در دهستان خرمدره واقع شده است و در ارتفاع ۱۸۷۶ متر از سطح دریا قرار دارد. براساس سرشماری مرکز آمار ایران در سال ۱۳۹۵، اردجین ۱٬۰۰۸ نفر(معادل۳۲۵خانوار) جمعیت دارد.